# Minona obscura
Minona obscura är en plattmaskart som beskrevs av Tor Karling 1966. Minona obscura ingår i släktet Minona och familjen Monocelididae. Inga underarter finns listade i Catalogue of Life.